# 布濟亞什
布濟亞什是羅馬尼亞的城鎮，位於該國西部，距離首府蒂米什瓦拉31公里，由蒂米什縣負責管轄，面積105平方公里，海拔高度122米，2009年人口7,585，大多數居民信奉東正教。